# Inmaculada Lara Cepeda
Inmaculada Lara Cepeda, bekannt als „Maku“,  (* 4. Dezember 1978 in Tomelloso) ist eine spanische Künstlerin. Sie arbeitet visuell und interdisziplinär in den Bereichen Skulptur, Malerei, Klangkunst, Performance und Poesie. Sie lebt in Berlin und ist eine multidisziplinäre Künstlerin, die in Spanien und in Deutschland arbeitet. Ihre Mutter ist die regional bekannte Schriftstellerin Natividad Cepeda Serrano.

## Ausbildung
Inmaculada Lara Cepeda hat einen Bachelor-Abschluss in Bildender Kunst der Universität Salamanca (2007) mit Spezialisierung auf Skulptur, audiovisuelle Medien, künstlerische Medien und Klangkunst. Sie ist auch eine staatlich geprüfte Technikerin für angewandte Kunst in der Bildhauerei von der Kunstschule Ávila (2000).
Sie wurde mit dem internationalen Stipendium "Antonio Gala" für junge Schöpfer (2004) ausgezeichnet. Die Künstlerin nimmt an internationalen Skulptur-Symposien teil und lehrt auch. Sie arbeitete in verschiedenen Regionen Spaniens, insbesondere an der Marmorschule von Andalusien CEMAF (2007–2009), wo sie industrielle Großtechniken erlernte.

## Werke
Als Künstlerin hat Maku hat mehrere monumentale Skulpturen geschaffen, die sich an verschiedenen Orten in Spanien und Portugal befinden. Zu ihren Hauptwerken gehören: „Tren“ (2003) in Villamayor de Armuña, Salamanca (Stahl und Sandstein), „Papiroflexia I“ (2004) in El Grove, Pontevedra (Granit), „Bella Quiteria“ (2005) in Munera, Albacete (Beton), „Istmo“ (2005) in Valdesimonte, Segovia (Kalkstein), „Happy Machine II“ (2008) in Almería (Marmor) und „Happy Machine III“ (2008) in Portugal (Marmor).
In Deutschland hat sie in der Restaurierung von Stein gearbeitet und an der Freien Werkschule Meißen (2012) sowie am Humboldt-Gymnasium Eichwalde seit 2020 unterrichtet, wo sie Kunst und Spanisch für Ausländer lehrt. Maku nimmt aktiv an nationalen und internationalen Veranstaltungen teil und hat an verschiedenen Publikationen, poetischen Lesungen und kulturellen Veranstaltungen mitgewirkt, darunter Konzerte, Ausstellungen und Workshops. Sie hat an Illustrations- und Poesieprojekten gearbeitet und ihre Forschung in der Klangkunst wurde in Podcasts der Universität Salamanca (2009) präsentiert.
Ihre Werke befassen sich mit Themen der Spiritualität, Emotionen und der Beziehung zwischen Menschen und ihrer Umwelt. Die Autorin glaubt an das soziale Engagement der Kunst, was sich in einer nachdenklichen Vision in ihren Werken widerspiegelt.